# SN 2006bf
SN 2006bf – supernowa typu IIb odkryta 27 marca 2006 roku w galaktyce UGC 8093. W momencie odkrycia miała maksymalną jasność 17,70m.